# Maite Pagazaurtundua

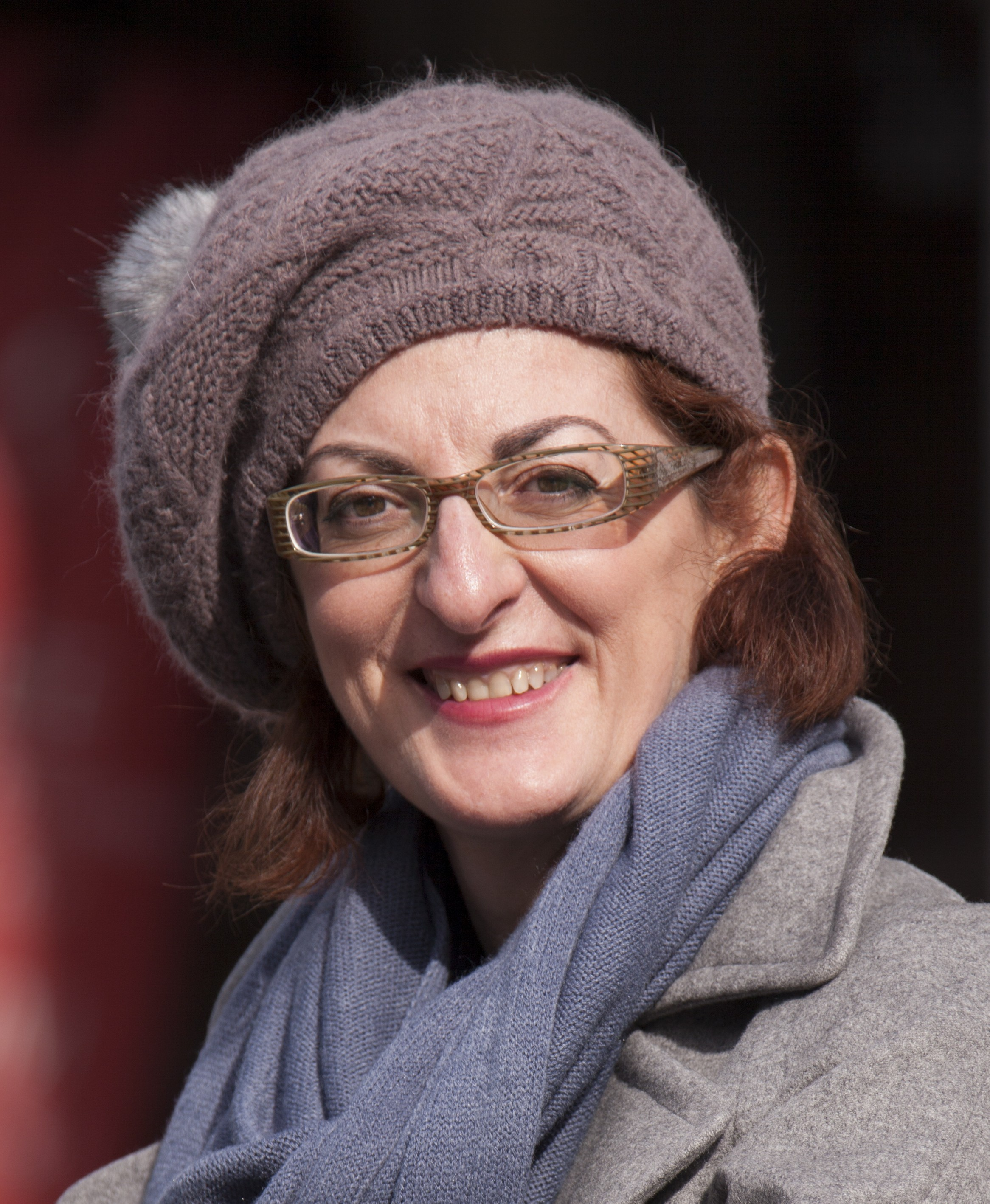
Maite Pagazaurtundua

Maite Pagazaurtundua (* 11. Februar 1965 in San Sebastián) ist eine spanische Politikerin der Unión Progreso y Democracia. Sie war von 2014 bis 2024 Abgeordnete im Europäischen Parlament. Dort war sie Mitglied im Ausschuss für konstitutionelle Fragen und in der Delegation für die Beziehungen zu den Ländern des Mercosur.